# 大正野球娘。
《大正野球娘。》是一部由神樂坂淳原作、小池定路插畫的輕小說作品。小說至2009年6月已發行四卷，出版社是德間書店。此外，小說還被改編成漫畫（連載於《月刊COMIC RYU》）、廣播劇以及電視動畫。

## 故事簡介
該系列第一卷的故事年代設定在大正14年（1925年）。小梅是一家西式餐館老闆的女兒，她每天在家和學校之間來回往返。某天一位同學找她一起成立一支全女子棒球隊，然後和少年隊進行比賽。
系列的第二卷設定在大正14年的夏季。小梅、晶子和乃枝和其餘的隊員（隊中共九名成員）繼續和少年隊之間的較量，可是卻難於招架對手投擲的快球。由於在應付有經驗的對手方面遇到重重困難，為了克服這種焦虑，她們決定用類似和服的外套代替傳統的棒球衣以便對方看不到她們的動作……

## 登場人物

### 主要人物
※日本配音員按廣播劇CD版 / 電視動畫版順序。
鈴川小梅（配音員：高橋美佳子 / 伊藤加奈惠）
守備位置是捕手、右投右打、11月19日生、2年1組。
小笠原晶子（配音員：山本麻里安 / 中原麻衣）
守備位置是投手、右投右打、3月26日生、2年1組。
宗谷雪（配音員：今井麻美 / 能登麻美子）
守備位置是二壘手、右投右打、9月10日生、2年1組。
石垣環（配音員：淺野真澄 / 廣橋涼）
守備位置是游擊手、右投右打、2月7日生、2年1組。
月映巴（配音員：遠藤綾 / 甲斐田裕子）
守備位置是三壘手。隊上最強打者、右投左打、8月20日生、2年1組。
月映靜（配音員：今野宏美 / 喜多村英梨）
守備位置是一壘手、右投右打、8月20日生、2年1組。
川島乃枝（配音員：水原薫 / 植田佳奈）
守備位置是外野手、右投右打、10月1日生、2年1組。
櫻見鏡子（配音員：- / 牧野由依）
守備位置是外野手、右投右打、3月9日生、1年1組。
菊坂胡蝶（配音員：- / 後藤沙緒里）
守備位置是外野手、右投右打→右投左打、2月27日生、1年1組。
安娜·卡特蘭德（配音員：高橋智秋 / 新井里美）
教練。

### 其他人物
尾張記子（配音員：- / 藤村步）
新聞社社長。
紀谷三郎（配音員：- / 日野聰）
鈴川洋食屋的學徒，小梅的未婚夫。
岩崎莊介（配音員：- / 加藤將之）
岩崎財團的少爺，晶子的未婚夫。
高原伴睦（配音員：- / 川田紳司）

## 出版書籍
| 卷數 | 副標題 | 德間書店      | 德間書店               |
| 卷數 | 副標題 | 發售日期      | ISBN                   |
| ---- | ------ | ------------- | ---------------------- |
| 1    |        | 2007年4月19日 | ISBN 978-4-19-850742-8 |
| 2    |        | 2008年8月1日  | ISBN 978-4-19-850753-4 |
| 3    |        | 2009年6月18日 | ISBN 978-4-19-850831-9 |
| 4    |        | 2010年6月17日 | ISBN 978-4-19-850866-1 |

### 漫畫
漫畫版從2008年9月起於《月刊COMIC Ryu》上連載，由伊藤伸平負責作畫。單行本全5卷。
| 卷數 | 德間書店       | 德間書店               |
| 卷數 | 發售日期       | ISBN                   |
| ---- | -------------- | ---------------------- |
| 1    | 2009年2月20日  | ISBN 978-4-19-950113-5 |
| 2    | 2009年6月20日  | ISBN 978-4-19-950128-9 |
| 3    | 2009年12月16日 | ISBN 978-4-19-950154-8 |
| 4    | 2010年8月12日  | ISBN 978-4-19-950193-7 |
| 5    | 2011年3月12日  | ISBN 978-4-19-950236-1 |

番外篇
以為題，由よねやませつこ負責作畫。於Tokuma Novels edge官方網站「Edge de Dual王立図書館」2009年11月公開發表。全5話。單行本全1卷。改編自小說第3卷。
| 卷數 | 德間書店       | 德間書店               |
| 卷數 | 發售日期       | ISBN                   |
| ---- | -------------- | ---------------------- |
| 全   | 2010年11月13日 | ISBN 978-4-19-950215-6 |

## 電視動畫
電視動畫版由J.C.STAFF負責動畫製作，從2009年7月起在TBS播放。動畫導演是池端隆史，人物設定由神本兼利擔任。

### 製作人員
- 原作：神樂坂淳
- 原作插畫：小池定路
- 監督、系列構成：池端隆史
- 脚本：池端隆史、天河信彦、白石雅彦
- 人物原案：こうたろ、小池定路
- 人物設定：神本兼利
- 色彩設計：店橋真弓
- 美術監督：小林七郎
- 攝影監督：福世晋吾
- 音響監督：本山哲
- 音樂：服部隆之
- 製作人：村上仁之、中村伸一、三ッ木早苗、藤田朋洋、小池克實
- 動畫製作：J.C.STAFF
- 製作：東邦星華櫻花會、TBS

### 主題曲
片頭曲：
作詞：rino、作曲：服部隆之、編曲：大久保薫
演唱：鈴川小梅（伊藤加奈惠）・小笠原晶子（中原麻衣）・川島乃枝（植田佳奈）・宗谷雪（能登麻美子）
片尾曲：
作詞：畑亞貴、作編曲：渡邊拓也
演唱：鈴川小梅（伊藤加奈惠）

### 各話列表
| 話数     | 副標題 | 中文標題             | 脚本     | 分鏡              | 演出       | 作畫監督                                                       |
| -------- | ------ | -------------------- | -------- | ----------------- | ---------- | -------------------------------------------------------------- |
| 第一話   |        | 男生所做的，那個     | 池端隆史 | 池端隆史          | 上野勝     | 兵渡勝                                                         |
| 第二話   |        | 在戀慕中度過漫漫春日 | 池端隆史 | 池端隆史          | 伊佐英朗   | 平川亞喜雄                                                     |
| 第三話   |        | 操場上的九位少女     | 天河信彦 | 池端隆史          | 高島大輔   | 松浦麻衣                                                       |
| 第四話   |        | 從今以後             | 池端隆史 | 池端隆史          | 大野和寿   | 松本文男                                                       |
| 第五話   |        | 追逐花與蝶的每一天   | 白石雅彦 | 池端隆史          | 上野勝     | 柳伸亮                                                         |
| 第六話   |        | 棒球飛翔於原門之上   | 池端隆史 | 渡部高志          | 則座誠     | 兵渡勝                                                         |
| 第七話   |        | 麻布八景的淘氣女孩   | 天河信彦 | 芥川瑛太郎        | 松川朋弘   | 新井伸浩                                                       |
| 第八話   |        | 麻布之星             | 白石雅彦 | 二瓶勇一          | 奥野浩行   | 平川亜喜雄                                                     |
| 第九話   |        | 誤會重重的餐館       | 天河信彦 | 二瓶勇一          | 高島大輔   | 原修一                                                         |
| 第十話   |        | 我要幹什麼吶         | 天河信彦 | 福冨博            | 山内東生雄 | 松本文男                                                       |
| 第十一話 |        | 忐忑不安的心         | 天河信彦 | 池端隆史          | 即座誠     | 松浦麻衣                                                       |
| 第十二話 |        | 披塵戴土             | 天河信彦 | 二瓶勇一 池端隆史 | 上野勝     | 佐野惠理 平川亜喜雄 滝本祥子 柳伸亮 石田啓一 松浦麻衣 神本兼利 |

### 播放電視台
日本深夜動畫：下文記載的日本国内播放時間使用日本標準時間（UTC+9）表示。因為部分時間标识會採用30小时制，因此請留意这类超过24:00的时间，其實際播放時間為翌日清晨。
| 放送地區   | 電視台 | 播放日期                 | 播放時段                   | 系列    | 備註        |
| ---------- | ------ | ------------------------ | -------------------------- | ------- | ----------- |
| 關東廣域圈 | TBS    | 2009年7月2日 - 9月24日   | 星期四 25時59分 - 26時29分 | TBS系列 | 製作局      |
| 近畿廣域圈 | MBS    | 2009年7月9日 - 10月1日   | 星期四 25時55分 - 26時25分 | TBS系列 |             |
| 中京廣域圈 | CBC    | 2009年7月16日 - 10月8日  | 星期四 26時00分 - 26時30分 | TBS系列 |             |
| 日本全域   | BS-TBS | 2009年7月25日 - 10月10日 | 星期四 25時00分 - 25時30分 | BS放送  | 16:9 SD畫質 |

## 廣播劇
廣播劇CD 
由Frontier Works於2007年12月21日發售。商品序號：FCCN-32

## 外部連結
- TBS動畫・大正野球娘。官方網站（页面存档备份，存于）（日語）